# 夏果堪珠·益西班登
夏果堪珠·益西班登（1928年—）藏族，原西藏拉萨哲蚌寺僧人。后为西藏自治区政协常委、拉萨市政协委员。

## 生平
夏果是拉萨哲蚌寺的一位僧人。曾在噶厦中担任四品官。
1959年3月，拉萨骚乱发生，31岁的夏果也逃往印度，开始了35年的流亡生涯。起初到印度噶伦堡，后转到达兰萨拉。刚出国时，没有房子，也没有工作和收入，靠其他流亡藏人的接济为生。为维持生计，夏果开始印刷出售天文历算书，并做小买卖。
1967年11月，经瑞士红十字会帮助，夏果离开达兰萨拉前往瑞士德语区。经人介绍，在当地一家造纸厂当切纸工人。后来在看护院做工。在瑞士期间，夏果和一位来自西藏昌都地区类乌齐县的流亡女藏人结识并结婚，此后育有两个女儿。虽然流亡瑞士多年，但他一直没有加入瑞士国籍。
1978年中国改革开放后，中国政府宣布对流亡海外的藏族同胞采取“爱国一家、爱国不分先后”的政策，欢迎回国探亲或访问，并对他们留在国内的亲属给予生活照顾。西藏自治区、四川省、青海省、甘肃省、云南省和所辖藏区州县先后成立国外藏胞接待站，凡归国藏胞一律接待，保证来去自由。夏果也得知了这些情况。
1984年，夏果走进中国驻瑞士大使馆，了解有关政策后，同年回西藏拉萨探亲，重新看到了哲蚌寺。随后回到瑞士。当时他在瑞士的生活已较稳定，两个年幼的女儿仍需照顾，且他对中国政府的政策尚有顾虑。
1994年，66岁的夏果携妻子归国定居，成为西藏自治区第一批归国藏胞之一。和他一同回国的还有一位西藏昌都地区的活佛，他们二人是同一师傅门下的两个徒弟。夏果回家乡后，受到亲友的迎接。他顺利办得了各种证件，兴建了一栋房屋。此后，夏果的家人也陆续返回家乡，自此一家人安定生活。两个女儿是瑞士籍，每年夏果都到瑞士探望两个女儿。
后来，夏果出任西藏自治区政协常委、拉萨市政协委员。